# Rojals
Rojals es una localidad española del municipio de Montblanch, perteneciente a la provincia de Tarragona, en la comunidad autónoma de Cataluña.

## Historia
Hacia mediados del siglo XIX, el lugar, por entonces con ayuntamiento propio, tenía contabilizada una población de 199 habitantes. Aparece descrito en el decimotercer volumen del Diccionario geográfico-estadístico-histórico de España y sus posesiones de Ultramar de Pascual Madoz de la siguiente manera:

ROJALS: l. con ayunt. en la prov. y dióc. de Tarragona (5 leg.), part. jud. de Monthlanch (1 1/2), aud. terr., c. g. de Barcelona (15). sit. en la montaña de Prades, con buena ventilacion, y clima frio, pero sano; las enfermedades comunes, son pleuresías y pulmonías. Tiene 105 casas, y una igl. parr. (La Transfiguracion del Señor), servida por un cura de ingreso. El térm. confina N. Montblanch; E. Vilavert; S. Montreal, y O. Prades; en él se comprenden los caseríos de Pinatell, Engullons y La Bartra. El terreno es montuoso, pedregoso, de ínfima calidad, pero con mucho bosque. Los caminos son locales, de herradura, y se hallan en mal estado. El correo se recibe de la cab. del part. prod.: trigo y vino con escasez, abundancia de patatas, y algunas legumbres; cria ganado lanar, cabrío, vacuno y de cerda, y caza de perdices, conejos y liebres. ind.: 3 fábricas de papel, un molino harinero, y fabricacion de carbon. comercio: esportacion de los productos de la ind., é importacion de los art. que faltan. pobl.: 64 vec., 199 alm. cap. imp.: 61,041 rs.
(Madoz, 1849, pp. 544-545)

## Demografía
| Gráfica de evolución demográfica de Rojals entre 1842 y 1930 |
| |
| Población de derecho según los censos de población del INE Población de hecho según los censos de población del INEEntre el censo de 1940 y el anterior, este municipio desaparece porque se integra en el municipio 43086 (Montblach) |

El municipio de Rojals desapareció en 1940, al ser agregado al de Montblanch. En 2022, la entidad singular de población tenía empadronados 47 habitantes y el núcleo de población 35 habitantes.